# Vervoerbewijs op elektronische betaalkaarten
In veel landen worden op openbaarvervoernetwerken elektronische chipkaarten gebruikt die, door inchecken, een vervoerbewijs worden.
Op veel plaatsen is dit niet meer dan het vervangen van de bestaande papieren en magnetische vervoersbewijzen en blijft het oude tariefsysteem ongewijzigd. Het principe van het "reizend specificeren" (met saldo reizen met een in- en een uitcheckhandeling), zoals met de Nederlandse OV-chipkaart, wordt nog maar op weinig OV-netten toegepast. Dit zijn bijvoorbeeld de Oyster card, Rejsekort, Octopus card en T-Money card.

## Europa
- In Nederland bestaat de OV-chipkaart.
- België. MOBIB-chipkaarten worden door de NMBS en de regionale vervoerders van de drie gewesten enkel gebruikt om de abonnementen van regelmatige reizigers op te zetten, echter niet voor ritten van occasionele reizigers.
  - Vlaanderen:Tegen 2014 werden de bussen van de Vlaamse Vervoermaatschappij "De Lijn" uitgerust met nieuwe boordcomputers voor het gebruik van de MOBIB-kaart. Het systeem heet Retibo: REgistratie, TIcketing en BOordcomputer. Dat toestel kan de lichten op groen laten springen, het precieze aantal reizigers tellen en de papieren tickets overbodig maken.[1][2] Deze oudere papieren magneetkaarten (die gebruikt werden voor losse kaartjes, Lijnkaarten voor 10 ritten, en dergelijke), werden in 2020 uit gebruik genomen, ten voordele van nieuwe wegwerpchipkaartjes, QR-codes in de smartphone-app voor een enkele rit of voor een m-card 10, of het betalen van een enkele rit met een sms of met een contactloze bankkaart of kredietkaart.[3]

- In Londen zijn tussen 2003 en 2007 10 miljoen Oyster cards verspreid. Het systeem is ingevoerd naast de bestaande papieren/magneetkaarten met behoud van het tariefsysteem met zones.

- In Dublin zijn er kaartsystemen van de drie belangrijkste stadsvervoerders: Dublin Bus, Luas en DART die elk hun eigen RFID-kaarten uitgeven. Sinds januari 2012 is er de Leap card die bruikbaar is op deze drie systemen. De Leap card en de smartcards van Luas en DART zijn elektronische betaalmiddelen voor het betalen van enkele reizen. De eigen kaart van Dublin bus biedt ook abonnementen.

- In Parijs en de regio Île-de-France wordt gebruikgemaakt van de Passe Navigo. De kaart wordt alleen gebruikt bij abonnementen, reizigers zonder Passe Navigo kunnen gebruikmaken van de overige kaartjes. Met de pas hoeft alleen ingecheckt te worden, aangezien in het systeem dan een rit op het abonnement bijgeschreven wordt.

- In Denemarken wordt door Movia een betaalsysteem in Sydsjælland, Falster en in Lolland ingevoerd voor de treinen en bussen onder de naam "Rejsekort". Zowel zonetarief als afstandstarief wordt gebruikt op basis van de vogelvluchtafstand. Het is de bedoeling dit systeem rond 2012 in alle delen van Denemarken in te voeren.[4]

- In Duitsland wordt door de Deutsche Bahn een betaalsysteem met mobiele telefoons onder de naam Touch&Travel getest.[5][6] In dertien regio's wordt deze kaart in gebruik genomen. Hierbij kan met GPS, locatiecode of met QR-code en NFC-chip worden in- en uitgecheckt.[7]

- In Ierland maakt men bij reizen met Irish Rail in het Short Hop-gebied gebruik van de SmartCard.

- In Italië wordt een soortgelijk systeem in de provincie Zuid-Tirol onder de naam Südtirol Pass gebruikt.[8]

- In Zweden wordt een soortgelijk systeem in de provincie Västra Götalands län onder de naam Västtrafik gebruikt.

- In Zwitserland wordt een soortgelijk systeem gebruikt in Engadin. De VIP ENGADINcard wordt hier onder meer gebruikt als skypass en betaalmiddel[9] voor de bussen, treinen en kabelbanen tussen Pontresina/St. Moritz en Scuol-Tarasp. Hierbij moet men eerst een traject op de kaart opslaan om vervolgens in het voertuig of station te activeren[10].

Het Zwitserse openbaar vervoer heeft het plan om in 2015 een ÖV-Karte in te voeren. Deze kaart geld in eerst insantie  voor gebruikers van General- en Halbtax-Abo. Het normaale vervoersbewijs blijft in toekomst in alle treinen geldig. Deze ÖV-Karte wordt als SwissPass in de markt gezet.

## Buiten Europa
- In Hongkong werd de Octopus card al in 1997 is ingevoerd. De kaart kan als digitale portemonnee gebruikt worden voor supermarkten, fast-food restaurants, parkeermeters en andere automaten.

- In de Verenigde Staten: in San Francisco, bij reizen met BART en Caltrain bij gebruik van de Clipper card en in Seattle in de trein bij gebruik van de ORCA card.

- In Marokko kennen ze de Irtiyah, de persoonlijke smartcard voor het openbaar vervoer in Rabat en Casablanca. Ze worden regelmatig gebruikt in de tram van Rabat en de tram van Casablanca. Ook kan ermee in gemakswinkels rondom ov-knooppunten worden betaald. Het nadeel is dat de Irtiyahkaart Rabat niet bruikbaar is in Casablanca en andersom.

- Japan/Tokio heeft twee chipkaartsystemen, PASMO en Suica, die gebruikt kunnen worden op al het openbaar vervoer in Tokio en directe omgeving. Met de kaart zijn ook producten (tijdschriften, voedsel) en diensten (tijd in bagagekluizen) te koop. Het openbaar vervoer in Tokio kenmerkt zich doordat het door veel private maatschappijen wordt uitgevoerd. Bij overstappen bij verschillende vervoerders dient uit- en ingecheckt te worden, behalve bij stadsbussen, die een standaardtarief hanteren; uitchecken is daar niet nodig. Reizen met een kaartje is ook mogelijk. Dagelijks maken meer dan 10 miljoen mensen gebruik van het openbaar vervoer in Tokio, merendeels met chipkaart, omdat het handig is, niet omdat het "moet". Andere grote steden hebben soortgelijke systemen die niet allemaal uitwisselbaar zijn.[13]

- India/Delhi: Voor de metro van Delhi kan men een munt voor het openbaar vervoer kopen, goed voor één rit. Die moet worden gescand bij het beginstation en ingeworpen om het eindstation te verlaten. Voor onbeperkt reizen op één dag bestaat een dagkaart. Voor de inwoners van Delhi zelf bestaat een soort persoonlijke betaalkaart voor het openbaar vervoer. De reiziger die hem niet meer wil gebruiken, krijgt zijn geld terug.

- Zuid-Korea: De T-Money card die zowel voor het OV, taxis en als betaalmiddel gebruik kan worden in heel Zuid-Korea. In de metrosýstemen van Seoel als Busan wordt zowel in- als uitgecheckt en ook in de Koreaanse OV busvervoer.[14]

Verder zijn er diverse soortgelijke systemen in ontwikkeling en is er internationaal overleg om tot een gezamenlijk chipkaartsysteem voor het openbaar vervoer te komen.

## Kaartlezers

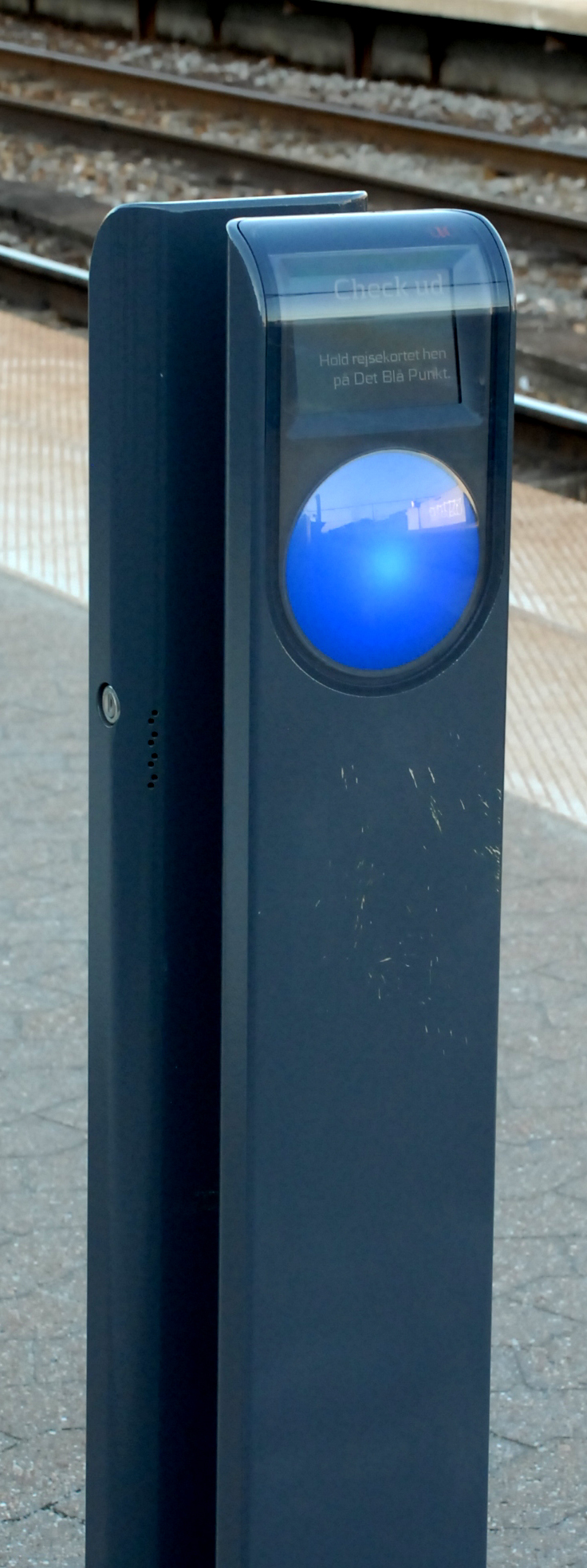
Een Deense Resjekort-lezer voor het inchecken in een treinstation. Daarachter is er een om uit te checken.
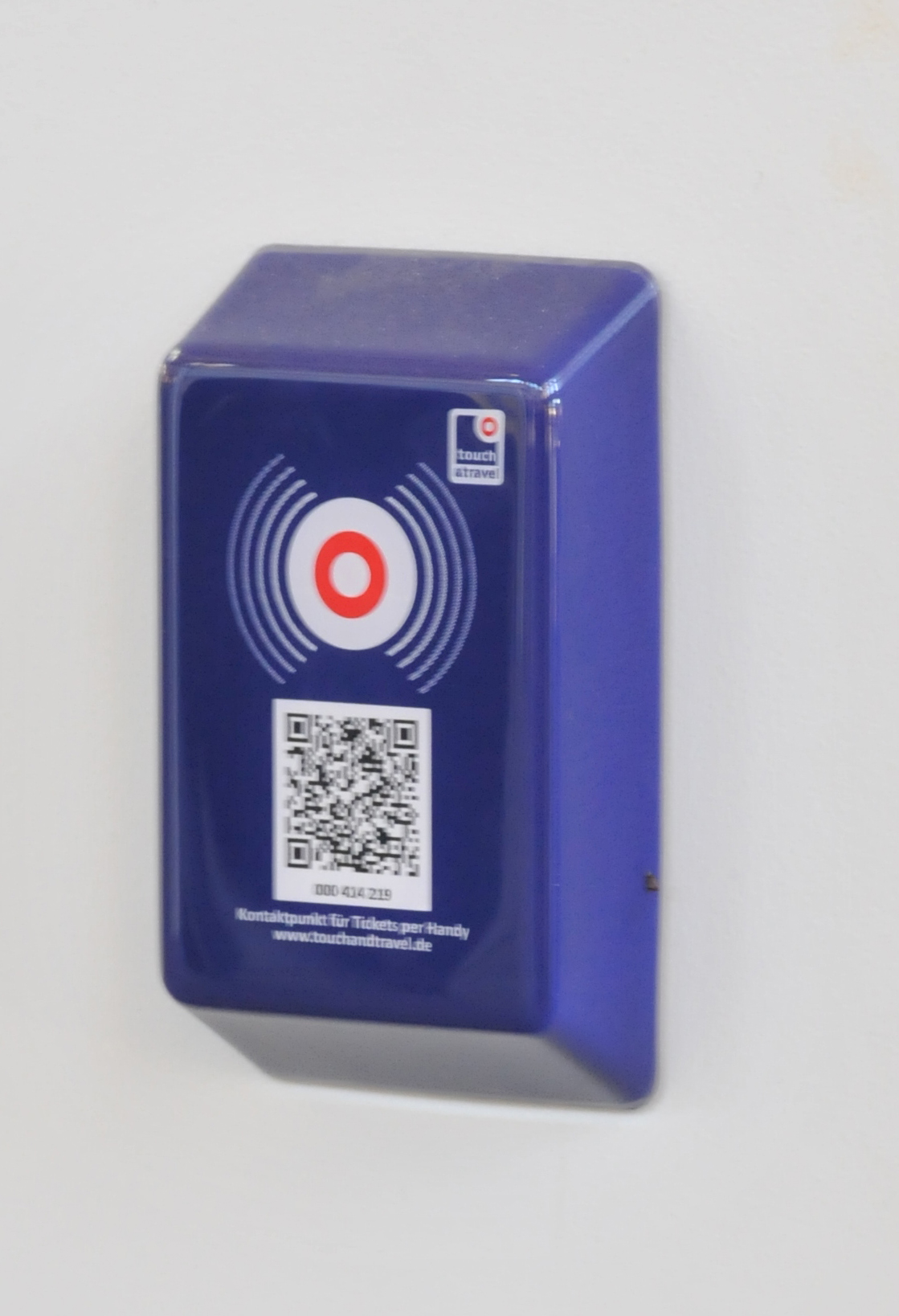
DB Touch-point met QR-code voor in- en uitchecken met geregistreerde mobiele telefoons in Duitsland.
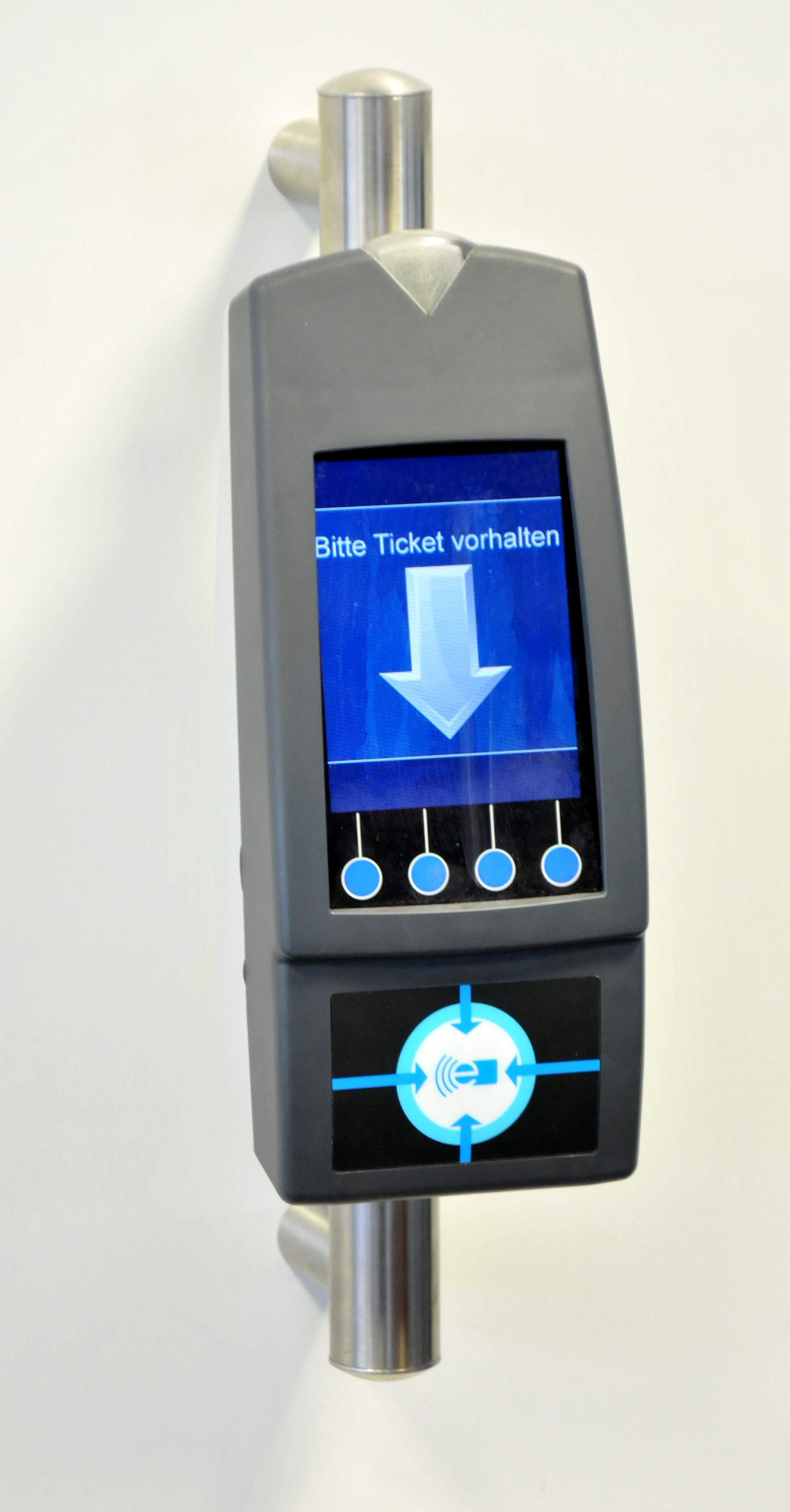
Kaartlezer voor het controleren van E-ticket in het kantoor van Berliner Verkehrsbetriebe (BVG) te Bahnhof Berlin Ostkreuz
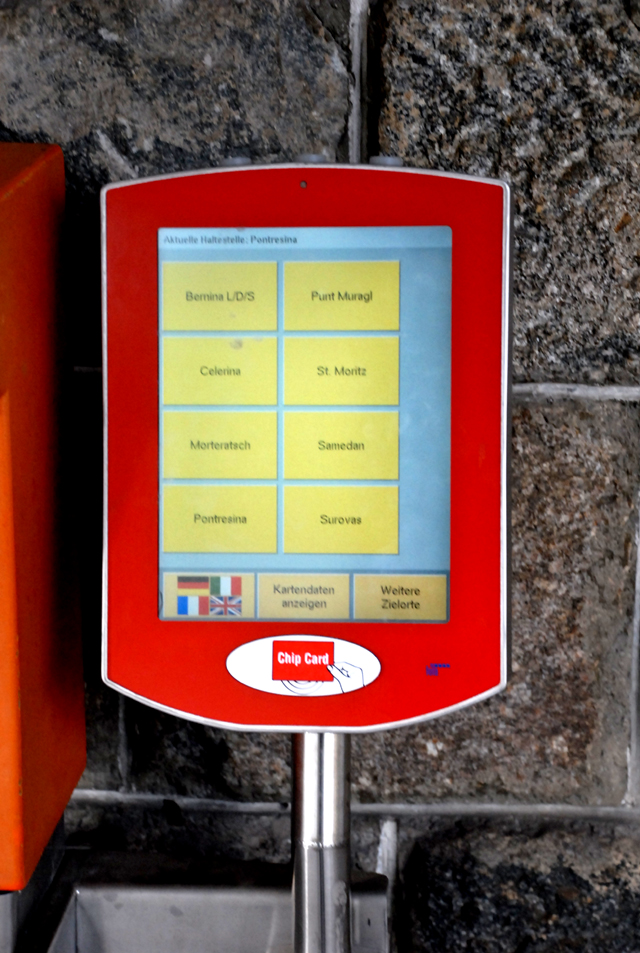
Zwitserse VIP ENGADINcard-kaartlezer met aanraakscherm (Engels: touchscreen) voor treinen in het Engadin.